# Scott Parker
Scott Matthew Parker (Lambeth, 1980. október 13. –) angol válogatott labdarúgó, középpályás, edző.

## Magánélete
Parker Lambeth-ben született és a Haberdashers' Aske's Hatcham Főiskolára járt. Gyerekként a Tottenham Hotspurnek szurkolt. 13 évesen, az 1994-es Vb alatt szerepelt a McDonald's egyik reklámfilmjében. Parker házas és három fia van.

## Pályafutása

### Charlton Athletic
Miután Parker végzett az Angol Labdarúgó Liga ma már nem működő futballiskoláján, Lilleshallban, ifiként csatlakozott a Charlton Athletichez. 1997. augusztus 23-án mutatkozott be a csapatban egy Bury elleni másodosztályú bajnokin. A találkozó 0-0-val zárult. Két hónappal később írt alá profi szerződést a klubbal. A következő néhány évben leginkább csereként kapott lehetőséget, bár őt tartották Anglia egyik legígéretesebb tehetségének.
2000 októberében a már Premier League-ben szereplő Charlton kölcsönadta a Norwich Citynek két hónapra, hogy tapasztalatot gyűjtsön. Visszatérése után csapata kezdőként számított rá Mark Kinsella sérülése miatt. Parker olyan jól teljesített, hogy Kinsella nem tudta visszaszerezni helyét a csapatban.
Parker hamarosan a Charlton középpályájának motorja lett, technikásan játszott, jól szerelt, képes volt támadást indítani és remek passzaival sok helyzetet teremtett. Nagy szerepe volt abban, hogy klubja a Bajnokok Ligája-indulásért harcolt.

### Chelsea
Parkert az évek alatt több csapattal szóba hozták, végül 2004. január 30-án 10 millió fontért a Chelsea-hez igazolt egy hosszadalmas huzavona után. Ezután a Charlton Athletic menedzsere, Alan Curbishley azt mondta, Parker hozzáállása már nem volt a régi, miután megtudta, hogy a Chelsea érdeklődik iránta, ezért nem lett volna jó hatással a csapatra a maradása.
José Mourinho Claude Makélélé és Frank Lampard tartalékának igazolta le Parkert, így nem volt sok alkalma eredeti posztján bizonyítani. Egyetlen gólját a Portsmouth ellen szerezte a csapatnál. A 2003/04-es szezon végén a futball-szakírók őt választották a legjobb fiatal játékosnak.
A 2004/05-ös évadban nagyon megnehezítette a munkát, hogy a Chelsea leigazolta Arjen Robbent és Tiagót. Ráadásul egy Norwich City elleni meccsen lábközépcsont-törést szenvedett, majd Jiří Jarošík is a Stamford Bridge-re került, így egyre nagyobb volt rá az esély, hogy a szezon végén távozik.

### Newcastle United
Parker 2005 júliusában 6,5 millió font ellenében a Newcastle Unitedhez igazolt, ahol hamar állandó kezdővé vált. Egyike volt a csapat azon kevés játékosának, akik az idény során végig egyenletesen jól teljesítettek. A Szarkák végül hetedikek lettek. 2006 márciusában Parkernél csókbetegséget (mononucleosis infectiosa) diagnosztizáltak, ami miatt a 2005/06-os szezonban már nem játszhatott. Ez nagy csapás volt a számára, hiszen jó esélyei voltak rá, hogy bekerüljön az angol válogatott keretébe a 2006-os vb-re.
2006 júliusában Glenn Roeder őt tette meg csapatkapitánynak. Már augusztusban megszerezte első gólját kapitányként, a Wigan Athletic ellen. Egy hónappal később a Fulham hálójába is betalált, de lecserélése után csapata kapott két gólt és kikapott. A Newcastle rossz formája ellenére szeptemberben két év után először ismét meghívták az angol válogatottba.
Novemberben egy Watford elleni Ligakupa meccsen gólt szerzett a 116. percben, majd a büntetőpárbajban is betalált, ezzel sokat segített csapatának a továbbjutásban. 2006 decemberében a Sky Sports szavazásán őt választották Anglia második legjobb játékosának.

### West Ham United
Parker 2007 nyarán 7 millió fontért a West Ham Unitedhez szerződött. Sérülése miatt 2007. szeptember 26-áig kellett várnia a debütálással. Egy Plymouth Argyle elleni Ligakupa-meccsen lépett először pályára új csapatában. Három nappal később az Arsenal elleni 1-0-ra elvesztett bajnokin is szerephez jutott. Ezen a találkozón Parker ismét megsérült, ezért Hayden Mullins állt be a helyére a félidőben. 2007. december 22-én lőtte első gólját a West Hamben. A 90. percben szerzett találatával 2-1-re nyert csapata a Middlesbrough ellen.

### Válogatott
Parker az U15-östől kezdve minden szinten képviselte már Angliát. Az U21-es válogatottba 11-szer hívták meg.
A felnőtt válogatottban 2003. november 16-án mutatkozhatott be, amikor egy Dánia elleni meccsen a 66. percben váltotta Wayne Rooney-t. A Horvátország elleni Eb-selejtezőn kezdő volt. Steve McClaren azt mondta neki a meccs előtt, maradjon hátul, míg Frank Lampard és Steven Gerrard a támadásokkal foglalkozik, figyeljen a szélekre és segítsen Gary Neville-nek, valamint Ashley Cole-nak.
Ha Parker a West Ham játékosaként is játszhat az angol válogatottban, ő lesz az első olyan játékos, aki négy különböző csapat futballistájaként képviselhette a Háromoroszlánosokat.

## Edzői statisztika
2022. december 31-én lett frissítve.
| Fulham      | angol    | 2019. február 28.  | 2021. június 28.    | 105 | 37 | 25 | 43 | 35.24 |
| Bournemouth | angol    | 2021. június 28.   | 2022. augusztus 30. | 55  | 28 | 14 | 13 | 50.91 |
| Club Brugge | Belgium  | 2022. december 31. | jelenleg is         |     |    |    |    |       |
| összesen    | összesen | összesen           | összesen            | 160 | 65 | 39 | 56 | 40.63 |

## Külső hivatkozások
- Scott Parker pályafutásának statisztikái a Soccerbase oldalon (angolul)

- Scott Parker adatlapja a TheFA.com-on
- Parker profilja a Tottenham honlapján
- Scott Parker adatlapja az Ex-Canaries.com-on